# Zbór ewangelicko-augsburski w Wągrowcu
Zbór ewangelicko-augsburski w Wagrowcu jest kontynuatorem dawnej parafii Kościoła Ewangelicko-Unijnego i filiałem Wągrowiec Parafii Ewangelicko-Augsburskiej w Pile, w diecezji pomorsko-wielkopolskiej.
Luteranie osiadający w Wągrowcu i okolicach, od około 1779 korzystali z domu modlitwy w Kopaszynie, dokąd kilka razy w roku docierał pastor z Rogoźna. W 1833 obszar ten włączono do nowo powstałej parafii w Gołańczy, której przyznano tamtejszy kościół pobernardyński. Fakt ten wywołał niepokoje pośród ludności katolickiej i dla uspokojenia sytuacji pastor Kolbe przeniósł się z Gołańczy do Wągrowca, pozostając tu aż do emerytury w 1876, a do 1845 obsługując obie miejscowości. Już w 1826 król pruski Fryderyk Wilhelm III przyznał dotację na budowę w Wągrowcu kościoła ewangelickiego, który wzniesiono w formach klasycystycznych i poświęcono 27 listopada 1837. W 1895 kościół, służący parafii liczącej około 2500 członków, został rozbudowany. Po II wojnie światowej znalazł się we władaniu Kościoła katolickiego jako kościół Świętych Apostołów Piotra i Pawła.
16 kwietnia 2004 Konsystorz Kościoła Ewangelicko-Augsburskiego powołał do życia filiał parafii pilskiej w Wągrowcu. Nabożeństwa domowe odbywają się co dwa tygodnie.